# Csákányi László
Csákányi László (született Zsigovits, Németújvár, 1921. január 13. – Budapest, 1992. november 3.) Jászai Mari-díjas magyar színművész, érdemes művész és kiváló művész. Lánya Csákányi Eszter Kossuth-díjas színésznő.

## Életpályája
Elmagyarosodott horvát (gradistyei) családból származott, utóbb nevét magyarosította. Középiskolai tanulmányait Szentgotthárdon, a Vörösmarty Mihály Gimnáziumban végezte. Ezt követően a Színművészeti Akadémia hallgatója volt, ahol 1942-ben diplomázott. A Nemzeti Színháznál kezdett, azonban 1945-ben hadifogságba esett, és csak 1948-ban térhetett haza. Ezután a Pesti, az Úttörő és az Ifjúsági Színház társulatához szegődött, majd 1953-tól a Fővárosi Operettszínház, 1956-tól pedig a Petőfi, illetve a Jókai Színházban dolgozott. 1963–1971 között a Vígszínház, 1971–74 között a József Attila Színház, 1974-től pedig haláláig a Vidám Színpad művésze volt. 1992. november 3-án hunyt el gyomorrákban.
Sokoldalú jellemábrázoló tehetségét számos filmben kamatoztatta. Népszerű szinkronszínész is volt (például a Frédi és Béni, avagy a két kőkorszaki szaki Frédije, a Disney Dzsungel könyvének Baluja, Karak a Vukban, Döbrögi a Lúdas Matyiban, Loncsár a Szaffiban stb.). Emlékezetes rádiójátékbeli szerepe Viktor Szíriusz hangja László Endre 13 éven keresztül futó Szíriusz kapitány című sorozatában.

## Színházi szerepei
- Gyárfás-Örkény: Zichy palota (Orbán)
- Rosal-Tazsibájev: Dzsomárt szőnyege (1. Zseszternák)
- Szimonov: Legény a talpán (Szevasztjanov)
- Sólyom László: Értünk harcoltak (Fábián Péter)
- Gorbatov: Az apák ifjúsága (Ocskár)
- Szurov: Sérelem (Gyerzsavin)
- Koralov: Sorsdöntő napok (Valkov Kámen)
- Borozina-Davidszon: Harmadévesek (Kosztya)
- Molière: Úrhatnám polgár (Mufti)
- Stehlik: Az új ember kovácsa (Makarenko)
- Oszrovszkij: Az acélt megedzik (Zsárkij)
- Gárdonyi Géza: Egri csillagok (Ali basa; Cecey Péter)
- Szász Péter: Két találkozás (Bolivar Brown)
- Móricz Zsigmond: Légy jó mindhalálig (Gyéres)
- Klíma: A szerencse nem pottyan az égből (Roucsek)
- Romasov: Mindenkivel megtörténik (Vologya Agafonov)
- Török Tamás: Az eltüsszentett birodalom (Király)
- Hegedüs Géza: Mátyás király Debrecenben (Boros)
- Molière: A szeleburdi vagy minden lében kanál (Anselme)
- Kálmán Imre: Csárdáskirálynő (Herceg)[4]
- Jókai Mór–Háy Gyula: Szabadság, szerelem (Melchior)
- Beste: Egy amerikai Londonban (John)
- Luigi Pirandello: Hat szerep keres egy szerzőt (színházigazgató)
- Zilahy Lajos: A szűz és a gödölye (festő)
- Vészi Endre: Fekete bárány (Ottmár)
- Victor Hugo: A nevető ember balladája (Kilt)
- Szomory Dezső: Györgyike drága gyermek (Mikár Ferenc)
- Jaroslav Hašek-Burian: Svejk (Svejk)
- Dobozy Imre: Szélvihar (Müller József)
- Ion Luca Caragiale: Az elveszett levél (Farfuridi)
- Somerset Maugham: A királyért (Wilfred Cedar)
- Ilf-Petrov: Tizenkét szék (Alka)
- Stendhal: Vörös és fekete (ügyész)
- Földes Mihály: Örök szerelem (Frohner)
- Blasek: Mesébe illik (Papa)
- Meilhac-Halévy: Szép Heléna (Kalkhas)
- Heltai–Tardos–Gádor–Darvas: Tánczenei gimnázium (igazgató)
- Martos–Bródy: Leányvásár (Harrison)
- Tabi László: Űrmacska (Ieo)
- Cseres–Török–Innocent: Hölgyválasz (Picula)
- Meilhac–Halévy: Banditák (Falsacappa)
- Barabás-Semsei: Budai kaland (Szinán)
- Fehér Klára: Három napig szeretlek (Alfonz)
- Willner–Bodansky: Luxemburg grófja (törvényszéki elnök)
- Thurzó Gábor: Hátsó ajtó (Balkányi)
- Svarc: Hókirálynő (mesemondó)
- Eugene O’Neill: Amerikai Elektra (énekes matróz)
- Leonov: Hóvihar (Tyotkin Szerpion)
- Csurka István: Szájhős (Szoboszlay, Moór Jenő)
- Királyhegyi Pál: Könnyű kis gyilkosság (Tom Colt)
- Vercors: Zoo avagy az emberbarát gyilkos (Cuthbert Greame)
- Babay József: Három szegény szabólegény (Öregecske)
- Milan Kundera: Zárt ajtók mögött (Sedlacek)
- Dosztojevszkij: A Karamazov testvérek (Fjodor Karamazov)
- Radzinszkíj: Filmet forgatunk (Zsgungyi, a zenekarvezető; – kiadó szobák ügynöke)
- Csiky Gergely: Az udvari kalap (A nagyra termett) (kancellár)
- Heltai Jenő: A néma levente (Beppo, az inas)
- Bertolt Brecht: Egy fő az egy fő (Pimph Tomi)
- Inge: Egy éjszaka Kansanban (Virgil)
- Edmond Rostand: Cyrano de Bergerac (Ragueneau)
- Knott: Éjszakai telefon (Hubbard felügyelő)
- Georges Feydeau: Egy hölgy a Maximból (Petypon)
- Eduardo De Filippo: A komédia bosszúja (Salvati atya)
- Fauquez: Toronyóra lánccal (Mandulino)
- William Shakespeare: Vízkereszt, vagy amit akartok (Nemes Böffen Tóbiás)
- Tabi László: Spanyolul tudni kell (Amadeo del Castillo)
- John Kesserling: Arzén és levendula (Dr. Einstein)
- George Bernard Shaw: A hős és a csokoládékatona (Nikola)
- Szabó György: Napóleon és Napóleon (Balancet)
- O’Neill: Eljő a jeges (Hugo Kalmar)
- Ödön von Horváth: Mesél a bécsi erdő (kapitány)
- Berkesi András: A tizenharmadik ügynök (Salgó Oszkár)
- Betti: Özönvíz avagy a milliomos látogatása (fűszeres)
- Simon: Ígéretek, ígéretek! (Dr. Dreyfuss)
- Leonard: Motel a hegyen (Hoolihan)
- Suassuna: A kutya testamentuma (Peter Tostao)
- Sardou–Moreau: Szókimondó Kata (Fouché)
- Szigligeti Ede: Liliomfi (Szellemfi)
- Zarudnij: Nem vagyunk kifestve (Üstök)
- Gábor Andor: Dollárpapa (Koltay János)
- Bencsik Imre: Kutyakomédia (Bakonyi)
- Rejtő Jenő: Aki mer, az nyer (Mr. Andersen)
- Skvarkin: Próbababa (Karulov)
- Flers–Caillavet: Egy király Párizsban (Bourdier)
- Bencsik Imre: Kölcsönlakás (Vidra)
- Luigi Pirandello: Velencei kékszakáll (Grizzoffi)
- Hart–Kaufman: Így élni jó… (Martin Vanderhof)
- Nóti Károly: Nyitott ablak (polgármester)
- Arnold–Bach: Hurrá, fiú! (Horst-Clemens Bitter-Stein)
- Gyárfás Miklós: Játék a csillagokkal (Danaosz)
- Machiavelli: Maszlag (Dr. Mikulás)
- Harris: Végzetes játék (Stone)
- Stok: Isteni komédia (A Teremtő)
- Tabi László: Halálos szerelem (apa)
- Poiret: Őrült nők ketrece (Barchét)
- Fekete Sándor: A Lilla-villa titka (Kökény Győző)
- Simon: A napsugár fiúk (Al Lewis)
- Móricz Zsigmond: Légy jó mindhalálig (Pósalaky úr)
- Vaszary Gábor: Az ördög nem alszik (Lord Archibald Cavendish)
- Karinthy Frigyes: Bűvös szék avagy ki az őrült a csárdában (államtitkár; Dr. Agylepény)
- Kárpáti Péter: Szingapúr, végállomás (Lajos)
- Lengyel Menyhért: Ninocska (Babinszkij)
- Vinkó József: Justitia kombinéban (Tripovszki Ádám)
- Frank Wedekind: Lulu (Schigolch)
- Praxy: Hölgyeim, elég volt! (Bertin)
- Agatha Christie: A vád tanúja (Sir Wilfried Robarts)
- Szilágyi László: Tokaji aszú (Mókus bácsi)
- Indig Ottó: A torockói menyasszony (Comsa)
- Joffo: Micsoda család (Papa)

## Filmszerepei

### Játékfilmek
- Majális (1943)
- Nyugati övezet (1951) – A könyvtáros, aki a létrán áll
- Ütközet békében (1951) – Könyvtáros, akitől Arany János kötetet kérnek
- Civil a pályán (1952) – Egyik munkás abban a jelenetben, amikor Mészáros szaki azt mondja, hogy kapcsoljunk rá a kis Lakatos Bambijáért
- Semmelweis (1952) – Rendőrspicli
- A harag napja (1953)
- Láthatatlan ellenség  (1954, rövidfilm) – A telefonáló irodista, aki rátüsszent a telefonkagylóra
- Az eltüsszentett birodalom (1956)[5] – Burkus herceg
- A tettes ismeretlen (1957)
- Dani (1957)
- Láz (1957) – Glatz Ervin
- A fekete szem éjszakája (1958)
- Égrenyíló ablak (1959) – Tanár
- Lopások az áruházban (1959, oktatófilm) – Eladó a műszaki osztályon
- Alázatosan jelentem (1960) – Munkaszolgálatos
- Az ígéret földje (1961) – Török, a munkavezető
- Egy ember, aki nincs (1963) – Bányász VI.
- Fotó Háber (1963) – Schmidt
- Germinal (1963)
- Párbeszéd (1963) – Dönci bácsi
- Az aranyfej (1964)
- Ha egyszer húsz év múlva (1964) – Stux
- Édes és keserű (1966)
- Kárpáthy Zoltán (1966) – Frommel
- Minden kezdet nehéz (1966)
- A koppányi aga testamentuma (1967) – Öreg janicsár
- Az özvegy és a százados (1967) – Egyik vendég a kocsmában
- Jaguár (1967) – Nagy senki
- Segítség, lógok (1967) – Üzemvezető
- Hazai pálya (1968) – Pogácsás
- Az örökös (1969) – Geréb munkatársa
- A varázsló (1969) – Kovács tanár
- Hahó, a tenger! (1971) – Pincér
- Hahó, Öcsi! (1971) – Udvarmester
- Egy srác fehér lovon (1973) – Fodor szaki
- Kopjások (1975) – Kocsmáros
- Csaló az üveghegyen (1976) – Kobakházi Tök király
- Egy erkölcsös éjszaka (1977) – Kautsky úr
- Mese habbal (1979) – Viktor bácsi
- Boldog születésnapot, Marilyn! (1980) – Szinkronszínész
- A szeleburdi család (1981) – Id. Bauer
- Tündér Lala (1981) – A gép hangja
- Felhőjáték (1983)
- Uramisten (1984) – Józsi, pincér
- Első kétszáz évem (1985) – Kondor
- Idő van (1985) – Edelborn professzor
- Akli Miklós (1986) – Lauber
- Nyitott ablak (1988) – Polgármester
- Jó estét, Wallenberg úr! (1990) – Gimpel
- Sose halunk meg (1992) – Deutsch bácsi

### Tévéfilmek, televíziós sorozatok
- Az igazi égszínkék (1957, rövid tévéjáték)
- Csudapest (1962)
- Májusi körhinta (1962)
- Ordasok között (1962)
- Az attasé lánya (1963) – Kiács
- Csárdáskirálynő (1963) – herceg
- Az én kortársaim (1964)
- Hókirálynő (1964)
- Karácsonyi ének (1964) – Bob Cratchit
- A nagy nő (1965, rövid tévéfilm) – Fedák, suszter
- Anna három apja (1965) – végrehajtó
- Az asszony beleszól (1965) – a Pesti Élet főszerkesztője
- Dongó (1965) – Kucsera
- Pferdchen, Pferdchen (1965) – Totum
- Az igazságtevő (1966)
- Dugasz Matyi birodalma (1966)
- Graf Kozsibrovszky macht ein Geschäft (1966)
- Igen-nem királykisasszony (1966) – király
- Szerencsés flótás (1966) – Ede
- Tánckongresszus (1966) – küldött
- Titkok éjszakája (1966) – Spatz
- Törékeny boldogság (1966) – Varga Ákos
- Tűvétevők (1966) – vőfély I.
- A nagy kombinátor (1967) – Sura Balaganov
- Budapesten harcoltak (1967)
- Ein Taxi für den Frieden (1967) – Schuster
- Mondd a neved (1967)
- Pompadour bikiniben (1967)
- Nyaralók (1967)
- Szomorú Szerelmesek Szanatóriuma (1967)
- Tök az adu (1967) – Bubenyik
- Ninocska, avagy azok az átkozott férfiak (1967)
- Bolondgombák (1968)
- Isten óvd a királyt (1968) – Grizland miniszterelnöke
- Sárga rózsa (1968) – Pelikán Márton
- Szende szélhámosok (1968) – Zele János, író
- A borotva éle (1969)
- Az erkély (1970) – Nikolits
- Bors II. (1970) – Bécsi rendőrnyomozó
- Don Quijote vagy Don Quijote? (1970)
- Házasodj, Ausztria! (1970)
- Pesti erkölcsök (1970) – férj
- A képzelt beteg (1971) – Kolikaczius
- Egy óra múlva itt vagyok… (1971) – Jenő, inas
- Pajkos diákok (1971) – Gejer tőkepénzes
- Régi idők mozija (1971)
- Megtörtént bűnügyek 1-3. (1973) – Tausz Albert, sírkőfaragó
- Zenés TV Színház (1973-1988)

- Nyári kaland (1973)
- Egy csók és más semmi (1975) – Dr. Sáfrány, ügyvéd
- A csendháborító (1976) – Dzsafar, uzsorás
- A Montmartrei ibolya (1988) – Színigazgató
- Alvilági játékok (1974)
- Aranyborjú (1974)
- Barátom, Boncza (1975) – Oroszlán (hang)
- Császárlátogatás (1975)[6]
- Forduljon Psmithhez (1975) – Beaach
- Őszi versenyek (1975) – Samu, hotelportás
- Családi sírbolt (1976)
- Csaló az üveghegyen (1976)
- Hungária Kávéház (1976)
- Késő este (1976)
- Le a cipővel! 1-2. (1976) – Mesélő (hang)
- Második otthonunk 1-4. (1976-1978)
- Robog az úthenger 1-6. (1976) – Milinger bűntársa
- A miniszterelnök (1977)
- Petőfi (1977) – Besúgó (2. részben)
- Űrtörténetek (1977) – Cassidy (Halandzsa)
- Volt egyszer egy színház (1977) – Schell Hugó
- A mama (1978) – Szegfü Tivadar, agglegény
- A miniszterelnök (1978)
- Viszontlátásra, drága (1978) – Nagyapus
- A vénasszonyok nyara (1979)
- Indul a bakterház (1979) – Buga Jóska
- Iskolavár (1979) – Tanár
- Katonák (1979) – Id. Udvardy
- Rab ember fiai (1979) – Cselevi bég
- Csupajóvár (1980) – Kapus
- Hol colt, hol nem colt (1980) – Postakocsis
- Csere (1981)
- Rang és mód (1981) – Tauer, ékszerész
- Sóder (1981)
- Mindenért fizetni kell (1981)
- Mindenre van magyarázat (1981)
- P. Howard. Írta: Rejtő Jenő (1981) – Trebitsch
- A tenger (1982) – Karlsdorfer
- Csak semmi politika (1982)
- Két férfi az ágy alatt (1982)
- Mindent vállalunk (1982)
- Nápolyi mulatságok (1982)
- Tökéletes házasság (1982)
- Társkeresés No. 1463 (1982) – Ring Emil szabó
- Telefonpapa (1982) – Stefcsik bácsi
- Buborékok (1983) – Morosán Demeter
- Francia négyes (1983)
- Két férfi az ágy alatt (1983)
- Linda I. (1983) – Sarkantyús bácsi, iskolai pedellus
- Mint oldott kéve (1983) – Kiss úr
- Reumavalcer (1983)
- Szerelmes sznobok (1983) – Marcell, az inas
- Csacsifogat (1984) – Gusztáv
- Róka fogta csuka (1984) – Betörő I.
- Spanyolul tudni kell (1984) – Amedeo del Castillo
- Zsákutca (1984)
- A tanítónő (1985) – Prímás
- Kémeri (1985)
- A hivatásos szűz (1986)
- A Nagymama (1986) – Koszta Sámuel
- Férfi és nő (1986)
- Legkésőbb hatkor (1986)
- Az én nevem Jimmy (1987) – Lajos bácsi
- Ciprián mester (1987) – Balajti
- Motorbicikli (1987)
- Gyuszi ül a fűben 5-9. (1989-1990)
- Hajrá, Samu! (1990) – Nagypapa
- Pá, drágám! (1991)
- Privát kopó 1-6. (1992) – Papa (5. részben)

### Rajz- és bábfilmek
- Erdei sportverseny (1952) – Teknős, röfi; Farkas (hang)
- A kiskosár kalandjai (1965) – Dugó kutya (hang)
- Casanova kontra Kékszakáll – 11. rész: A vízöntő (1972) – Alkimista (hang)
- Mézga Aladár különös kalandjai (1972) – Néptömeg (befejező részben) (hang)
- Mikrobi (1973-1975) – Mikrobi (hang)
- Lúdas Matyi (1976) – Döbrögi Dániel (hang)
- Süsü, a sárkány (1976-1984) – Az öreg király (hang)
- Futrinka utca (1979) – Auguszt papagáj (hang)
- Vuk (1980 [1981 mozifilmként]) – Karak (hang)
- Minden egér szereti a sajtot (1981) – Márton papa (hang)
- Pom Pom meséi II. (1981) – Gombóc Artúr (hang)
- Misi Mókus kalandjai (1982) – Aladár (Hugó) (hang)
- Szaffi (1984) – Loncsár (hang)
- Az erdő kapitánya (1988) – Kapitány (hang)
- Sárkány és papucs (1989) – Góliát (hang)

## Szinkronszerepei

### Filmek
| Év   | Cím                                                      | Szereplő                                                    | Színész               | Szinkron év |
| ---- | -------------------------------------------------------- | ----------------------------------------------------------- | --------------------- | ----------- |
| 1931 | A köpenicki kapitány                                     | N/A                                                         | N/A                   | 1955        |
| 1931 | Marius                                                   | César Olivier                                               | Raimu                 | 1974        |
| 1932 | Fanny                                                    | César                                                       | Raimu                 | 1974        |
| 1933 | Alice Csodaországban                                     | N/A                                                         | N/A                   | 1976        |
| 1935 | Szentivánéji álom                                        | N/A                                                         | N/A                   | 1962        |
| 1936 | César                                                    | César Ollivier                                              | Raimu                 | 1974        |
| 1937 | Az ötödik esküdt                                         | Camille Morestan                                            | Raimu                 | 1978        |
| 1937 | Lenin októbere                                           | Matejev, gyári brigádvezető                                 | Vaszilij Vanyin       | 1952        |
| 1937 | Táncrend                                                 | Francois Patusset                                           | Raimu                 | 1988        |
| 1937 | Zola élete                                               | N/A                                                         | N/A                   | 1963        |
| 1938 | A művészbejáró                                           | Monsieur Grenaison                                          | André Brunot          | 1975        |
| 1938 | Emberek között (2. magyar szinkron)                      | Kachirin nagyapó                                            | Mihail Trojanovszkij  | 1974        |
| 1938 | Robin Hood kalandjai (1. magyar szinkron)                | Tuck barát                                                  | Eugene Pallette       | 1980        |
| 1939 | A 606-os kísérlet                                        | Dr. Paul Ehrlich                                            | Edward G. Robinson    | 1962        |
| 1939 | Acélkaraván                                              | N/A                                                         | N/A                   | 1982        |
| 1939 | Aranykulcsocska (1. magyar szinkron)                     | Sándor                                                      | Nyikolaj Micsurin     | 1950        |
| 1939 | Asszonylázadás                                           | Washington „Wash” Dimsdale                                  | Charles Winninger     | 1980        |
| 1939 | Hulló csillagok                                          | N/A                                                         | N/A                   | 1974        |
| 1939 | Lenin 1918-ban                                           | Kremlin Matvejev parancsnok                                 | Vaszilij Vanyin       | 1952        |
| 1939 | Óz, a csodák csodája (2. és 3. magyar szinkron)          | Marvel professzor / Óz / Smaragdváros kapuőre / Kocsis / Őr | Frank Morgan          | 1976        |
| 1939 | Óz, a csodák csodája (2. és 3. magyar szinkron)          | Henry bácsi                                                 | Charley Grapewin      | 1992        |
| 1940 | Majd a Gyurka!                                           | N/A                                                         | N/A                   | 1965        |
| 1941 | Nehéz professzornak lenni                                | N/A                                                         | N/A                   | 1966        |
| 1942 | Boszorkányt vettem feleségül (1. magyar szinkron)        | Daniel                                                      | Cecil Kellaway        | 1964        |
| 1943 | A hóhér halála                                           | Stephen Novotny professzor                                  | Walter Brennan        | 1965        |
| 1943 | Akiért a harang szól                                     | Golz tábornok                                               | Lev Bulgakov          | 1969        |
| 1943 | Öt lépés Kairó felé                                      | Farid                                                       | Akim Tamiroff         | 1981        |
| 1944 | Arzén és levendula (1. magyar szinkron)                  | Harper tiszteletes                                          | Grant Mitchell        | 1970        |
| 1944 | Holnap történt                                           | Oscar Smith bácsi / Cigolini                                | Jack Oakie            | 1965        |
| 1944 | Titkos küldetés                                          | Kraschke, Gestapo ezredes                                   | Oszip Abdulov         | 1949        |
| 1946 | A gyilkosok köztünk vannak                               | Ferdinand Brueckner                                         | Arno Paulsen          | 1964        |
| 1946 | Az óra körbejár (1. magyar szinkron)                     | Mr. Wilson                                                  | Edward G. Robinson    | 1965        |
| 1946 | Eső mossa szerelmünket (1. magyar szinkron)              | Hakansson                                                   | Ludde Gentzel         | 1969        |
| 1946 | Fiam, a tanár úr                                         | N/A                                                         | N/A                   | 1955        |
| 1946 | Forgószél (1. magyar szinkron)                           | Dr. Anderson                                                | Reinhold Schünzel     | 1968        |
| 1946 | Isten hozta, idegen!                                     | Dr. Joseph McRory                                           | Barry Fitzgerald      | 1966        |
| 1946 | Két út                                                   | Yanis                                                       | Oleg Zsakov           | 1952        |
| 1946 | Tőr és köpeny                                            | Giovanni Polda                                              | Vlagyimir Szokoloff   | 1963        |
| 1947 | Expressz-szerelem                                        | N/A                                                         | N/A                   | 1964        |
| 1947 | Veszélyes őrjárat                                        | Willi Pommer                                                | Szergej Martyinszon   | 1952        |
| 1948 | A nagy óra (2. magyar szinkron)                          | Burt                                                        | Frank Orth            | 1977        |
| 1948 | Sztálingrádi csata I.                                    | Gurov                                                       | Nyikolaj Plotnyikov   | 1949        |
| 1949 | A bátor Bonifác                                          | Bonifác                                                     | Fernandel             | 1974        |
| 1949 | A tökéletes titkárnő                                     | N/A                                                         | N/A                   | 1965        |
| 1949 | Az erőszak árnyékában                                    | Kurt Blank                                                  | Reinhold Bernt        | 1959        |
| 1949 | Alekszandr Popov                                         | N/A                                                         | N/A                   | 1950        |
| 1949 | Sztálingrádi csata II.                                   | Gurov                                                       | Nyikolaj Plotnyikov   | 1949        |
| 1950 | A 73-as winchester                                       | Wilkes őrmester                                             | Jay C. Flippen        | 1980        |
| 1950 | Bátor emberek (1. magyar szinkron)                       | Kapiton Kapitonovics, az állatorvos                         | Vlagyimir Dorofejev   | 1950        |
| 1950 | Bátor emberek (1. magyar szinkron)                       | Kapiton Kapitonovics, az állatorvos                         | Vlagyimir Dorofejev   | 1964        |
| 1950 | Casimir                                                  | Casimir                                                     | Fernandel             | 1974        |
| 1951 | A faljáró (1. magyar szinkron)                           | Léon Dutilleul                                              | Bourvil               | 1972        |
| 1951 | Az alvajáró Bonifác (1. magyar szinkron)                 | Victor Boniface                                             | Fernandel             | 1974        |
| 1951 | Fények a faluban                                         | Semidor                                                     | Elmar Kivilo          | 1951        |
| 1951 | Isten után az első (1. magyar szinkron)                  | N/A                                                         | N/A                   | 1951        |
| 1952 | Királylány a feleségem                                   | La Franchise őrmester                                       | Nerio Bernardi        | 1969        |
| 1952 | Kuszó Maxi                                               | N/A                                                         | N/A                   | 1967        |
| 1952 | Tűz a Marica partján                                     | N/A                                                         | N/A                   | 1953        |
| 1953 | Az urak a szőkéket szeretik                              | Sir Francis „Piggy” Beekman                                 | Charles Coburn        | 1991        |
| 1953 | Bűnösök                                                  | N/A                                                         | N/A                   | 1954        |
| 1953 | Egy nap a parkban (1. magyar szinkron)                   | Donato Ventrella                                            | Eduardo De Filippo    | 1978        |
| 1953 | Éjszakai kísértet                                        | Gustav                                                      | Walter Gross          | 1964        |
| 1953 | Ha lenne 100 millióm…                                    | Ambrogio                                                    | Tino Scotti           | 1965        |
| 1953 | Makszimka                                                | Szojokin, az orosz hajó írnoka                              | Konsztantyin Szorokin | 1953        |
| 1953 | Őrs a hegyekben                                          | Ismail bég                                                  | Muhammedzsan Kaszimov | 1954        |
| 1953 | Viharok                                                  | Amedeo Cini                                                 | Paolo Stoppa          | 1964        |
| 1954 | A Zsurbin-család                                         | N/A                                                         | N/A                   | 1955        |
| 1954 | Jóban-rosszban                                           | N/A                                                         | N/A                   | 1963        |
| 1954 | Kár, hogy bestia (1. magyar szinkron)                    | Vittorio Stroppiani                                         | Vittorio De Sica      | 1962        |
| 1954 | Keresem az igazságot                                     | N/A                                                         | N/A                   | 1955        |
| 1954 | Luxustutajon                                             | Csizsov                                                     | Borisz Csirkov        | 1964        |
| 1954 | Szegény szerelmesek krónikája (1. magyar szinkron)       | N/A                                                         | N/A                   | 1956        |
| 1954 | Valahol már találkoztunk                                 | N/A                                                         | N/A                   | 1955        |
| 1954 | Váratlan vendég (2. magyar szinkron)                     | Arthur Birling                                              | Arthur Young          | 1978        |
| 1955 | A Rumjancev-ügy (1. magyar szinkron)                     | Szamokin kapitány                                           | Pjotr Lobanov         | 1956        |
| 1955 | Az utolsó öt perc (1. magyar szinkron)                   | Carlo Reani                                                 | Vittorio De Sica      | 1972        |
| 1955 | Benny Goodman                                            | N/A                                                         | N/A                   | 1972        |
| 1955 | Halló, itt Gabriella!                                    | N/A                                                         | N/A                   | 1956        |
| 1955 | Szerelmesek                                              | Sor Cesare                                                  | Gino Cervi            | 1964        |
| 1955 | Szökevények                                              | Pierre Keller hadnagy                                       | Pierre Fresnay        | 1956        |
| 1956 | A favorit                                                | Olivier Parker                                              | Fernand Gravey        | 1973        |
| 1956 | Átkelés Párizson (1. magyar szinkron)                    | Marcel Martin                                               | Bourvil               | 1958        |
| 1956 | Ember született                                          | N/A                                                         | N/A                   | 1958        |
| 1956 | Halál a kertben (1. magyar szinkron)                     | Castin                                                      | Charles Vanel         | 1980        |
| 1956 | Halhatatlan garnizon                                     | Kuharkov őrmester                                           | Nyikolaj Krjucskov    | 1957        |
| 1956 | Hétköznapi tragédia (1. magyar szinkron)                 | N/A                                                         | N/A                   | 1958        |
| 1956 | Jó napot, doktor!                                        | Forget doktor                                               | Noël-Noël             | 1961        |
| 1956 | Patkányfogó                                              | Monsieur Boche                                              | Jacques Hilling       | 1958        |
| 1956 | Svejk, a derék katona                                    | Bretschneider nyomozó                                       | František Filipovský  | 1957        |
| 1957 | A spessarti fogadó                                       | Funzel, a rabló                                             | Wolfgang Müller       | 1970        |
| 1957 | A vád tanúja (1. magyar szinkron)                        | Sir Wilfrid Robarts ügyvéd                                  | Charles Laughton      | 1961        |
| 1957 | Egy szélhámos vallomásai (2. magyar szinkron)            | Lord Kilmarnock                                             | Walter Rilla          | 1976        |
| 1957 | Fekete arany                                             | N/A                                                         | N/A                   | 1958        |
| 1957 | Különös hajótöröttek                                     | Lord Henry Loam                                             | Cecil Parker          | 1980        |
| 1957 | Orgonásnegyed (1. magyar szinkron)                       | Juju                                                        | Pierre Brasseur       | 1962        |
| 1957 | Svejk, a derék katona 2.                                 | Dub hadnagy                                                 | František Filipovský  | 1958        |
| 1957 | Szállnak a darvak                                        | Csernov                                                     | Borisz Kokovkin       | 1958        |
| 1957 | Útibatyu                                                 | Luke Sweeney                                                | Sid James             | 1963        |
| 1958 | A nyomorultak                                            | Thenardier                                                  | Bourvil               | 1959        |
| 1958 | A papírsárkány                                           | Az öreg antikvárius                                         | N/A                   | 1959        |
| 1958 | Csodagyerekek                                            | Hugo, a mozi-zongorista                                     | Wolfgang Müller       | 1959        |
| 1958 | Hüvelyk Matyi (1. magyar szinkron)                       | Antony, a rabló                                             | Peter Sellers         | 1960        |
| 1958 | Kövessen, fiatalember!                                   | Robillard                                                   | Noël Roquevert        | 1963        |
| 1958 | Külön asztalok (1. magyar szinkron)                      | Angus Pollock őrnagy                                        | David Niven           | 1974        |
| 1958 | Különös találkozás (1. magyar szinkron)                  | Etienne Vandamme adóellenőr                                 | Noël Roquevert        | 1961        |
| 1958 | Palimadarak (1. magyar szinkron)                         | Dante Cruciani                                              | Totò                  | 1973        |
| 1958 | Rendkívüli történet                                      | Fan                                                         | Vlagyimir Dalszkij    | 1959        |
| 1958 | Rendszáma H-8                                            | A színész                                                   | Vanja Drach           | 1959        |
| 1958 | Stefanie                                                 | N/A                                                         | N/A                   | 1963        |
| 1959 | A kis csalogány                                          | Darukezelő                                                  | Antanas Gabrėnas      | 1961        |
| 1959 | A megjavultban bízni kell                                | Andrej                                                      | Vlagyimir Guszev      | 1960        |
| 1959 | Archimedes, a csavargó (1. magyar szinkron)              | Félix                                                       | Julien Carette        | 1962        |
| 1959 | Az ordító egér (1. magyar szinkron)                      | N/A                                                         | N/A                   | 1970        |
| 1959 | Ballada a katonáról                                      | Viccelődő katona a vonaton                                  | Lev Boriszov          | 1960        |
| 1959 | Ballada egy rossz emberről                               | Barnaby Tibbs                                               | Jack Haley            | 1968        |
| 1959 | Emberek a hídon                                          | N/A                                                         | N/A                   | 1961        |
| 1959 | Golgota-trilógia 3: Borús reggel                         | Machno                                                      | Vitalij Matvejev      | 1960        |
| 1959 | Gyógyultan elbocsájtva                                   | Josef                                                       | Wolfgang Müller       | 1964        |
| 1959 | Játék és álom                                            | N/A                                                         | N/A                   | 1959        |
| 1959 | Kezedben az élet                                         | Anulin                                                      | Alekszandr Afanaszjev | 1959        |
| 1959 | Magány                                                   | Sláma                                                       | Václav Lohniský       | 1960        |
| 1959 | Meghasonlás                                              | Főnök                                                       | Nyikolaj Krjucskov    | 1960        |
| 1959 | Rózsák az államügyésznek                                 | Karl, teherautó-sofőr                                       | Wolfgang Müller       | 1960        |
| 1959 | Santa Lucia hercegnője                                   | N/A                                                         | N/A                   | 1962        |
| 1959 | Van, aki forrón szereti (1. magyar szinkron)             | Beinstock                                                   | Dave Barry            | 1971        |
| 1960 | A bérgyilkos (1. magyar szinkron)                        | Giulio Torelli                                              | Alberto Lupo          | 1963        |
| 1960 | A torpedó visszalő                                       | David Foster kapitány                                       | Eric Barker           | 1962        |
| 1960 | Aki szelet vet (2. magyar szinkron)                      | Horace Meeker, törvényszolga                                | Paul Hartman          | 1973        |
| 1960 | Az énekesnő hazatér                                      | Puccini                                                     | Geo Barton            | 1961        |
| 1960 | Az ötödik ügyosztály                                     | N/A                                                         | N/A                   | 1961        |
| 1960 | Candide, avagy a XX. század optimizmusa                  | Pangloss                                                    | Pierre Brasseur       | 1962        |
| 1960 | Don Carlos                                               | Posa márki                                                  | Fred Liewehr          | 1964        |
| 1960 | Ember a Holdon                                           | N/A                                                         | N/A                   | 1978        |
| 1960 | Feltámadás                                               | N/A                                                         | N/A                   | 1962        |
| 1960 | Ferrara hosszú éjszakája                                 | N/A                                                         | N/A                   | 1962        |
| 1960 | Kánkán                                                   | Paul Barriere                                               | Maurice Chevalier     | 1974        |
| 1960 | Kokott Rt.                                               | Bankigazgató                                                | Francis Blanche       | 1968        |
| 1960 | Menekülés a pokolból                                     | N/A                                                         | N/A                   | 1961        |
| 1960 | Ösvény a hegyekben                                       | Binko                                                       | Rudolf Debnárik       | 1960        |
| 1960 | Spartacus (1. magyar szinkron)                           | Gracchus                                                    | Charles Laughton      | 1990        |
| 1960 | Urak szövetsége                                          | N/A                                                         | N/A                   | 1967        |
| 1960 | Vigyázz, nagymama!                                       | Ványa Vanzak, osztályvezető                                 | Vlagyimir Lepko       | 1961        |
| 1961 | A kék ég egy darabja                                     | Mihajlo Knez                                                | Milan Srdoč           | 1963        |
| 1961 | Az elnök                                                 | Émile Beaufort                                              | Jean Gabin            | 1980        |
| 1961 | Az utolsó ítélet (1. magyar szinkron)                    | N/A                                                         | N/A                   | 1963        |
| 1961 | Csak ketten játszhatják (1. magyar szinkron)             | N/A                                                         | N/A                   | 1962        |
| 1961 | Hány szó kell a szerelemhez?                             | Frantisek Habrada                                           | Miloš Kopecký         | 1963        |
| 1961 | Eltűnt egy asszony                                       | Svarc                                                       | Josef Gruss           | 1962        |
| 1961 | Két élet                                                 | Petrenko                                                    | Sztanyiszlav Csekan   | 1961        |
| 1961 | Malachiás csodája                                        | N/A                                                         | N/A                   | 1962        |
| 1961 | Mamlock professzor                                       | Dr. Carlsen                                                 | Herwart Grosse        | 1961        |
| 1961 | Micsoda blöff!                                           | Harry Sutton                                                | Sid James             | 1965        |
| 1961 | Pillantás a hídról                                       | Lipari                                                      | Vincent Gardenia      | 1962        |
| 1961 | Róma szellemei                                           | Don Annibale, Roviano hercege                               | Eduardo De Filippo    | 1965        |
| 1961 | Szereti ön a látványosságot?                             | N/A                                                         | N/A                   | 1970        |
| 1961 | Tiszta égbolt (1. magyar szinkron)                       | Szása apja                                                  | N/A                   | 1961        |
| 1962 | A harmadik csengetés                                     | Zakrzewski                                                  | Aleksander Bardini    | 1963        |
| 1962 | A maffia parancsára (1. magyar szinkron)                 | N/A                                                         | N/A                   | 1964        |
| 1962 | A párduc (1. magyar szinkron)                            | Don Calogero Sedara                                         | Paolo Stoppa          | 1974        |
| 1962 | A prágai tréfacsináló                                    | N/A                                                         | N/A                   | 1963        |
| 1962 | A rendőrfelügyelő (1. magyar szinkron)                   | De Vita főtanácsos                                          | Alessandro Cutolo     | 1963        |
| 1962 | Amikor a fák még nagyok voltak                           | Kuzma Kuzmich Iordanov                                      | Jurij Nyikulin        | 1962        |
| 1962 | Az ördög és a tízparancsolat                             | Jerome Chambard                                             | Michel Simon          | 1991        |
| 1962 | Cartouche                                                | Toborzó őrmester                                            | Noël Roquevert        | 1970        |
| 1962 | Csodálatos vagy, Júlia                                   | Michael Grosselyn                                           | Charles Boyer         | 1963        |
| 1962 | Egy év kilenc napja                                      | Szincov professzor                                          | Nyikolaj Plotnyikov   | 1962        |
| 1962 | Előzés                                                   | Öreg stoppos                                                | N/A                   | 1963        |
| 1962 | Ez is szerelem                                           | Mr. Geoffrey Brown                                          | Bert Palmer           | 1962        |
| 1962 | Huszárkisasszony                                         | Azarov, a nagybácsi                                         | Viktor Kolcov         | 1963        |
| 1962 | Lohengrin védjegy                                        | Horvath                                                     | Max Mairich           | 1966        |
| 1962 | San Michele                                              | N/A                                                         | N/A                   | 1971        |
| 1962 | Szombat esti tánc                                        | N/A                                                         | N/A                   | 1962        |
| 1962 | Visszavárlak                                             | Vasziljev, századparancsnok                                 | Vlagyimir Zamanszkij  | 1962        |
| 1963 | 8½                                                       | Claudia ügynöke                                             | Mino Doro             | 1969        |
| 1963 | A hazudós Billy (1. magyar szinkron)                     | Geoffrey Fisher                                             | Wilfred Pickles       | 1977        |
| 1963 | A négy taxisofőr                                         | Giggi                                                       | Aldo Fabrizi          | 1969        |
| 1963 | Az elsüllyesztett vitorlás                               | Kikötőparancsnok                                            | Emil Karewicz         | 1965        |
| 1963 | Egy kis csibész viszontagságai (1. magyar szinkron)      | M. Martin                                                   | Jean Richard          | 1965        |
| 1963 | Elcsábítva és elhagyatva                                 | Don Vincenzo Ascalone                                       | Saro Urzì             | 1964        |
| 1963 | Jebal Deeks bosszúja                                     | Jebal Deeks                                                 | Carl-Heinz Schroth    | 1969        |
| 1963 | Kezek a város felett (1. magyar szinkron)                | Maglione                                                    | Guido Alberti         | 1964        |
| 1963 | Minden az embereké marad                                 | Troskin                                                     | Pavel Pankov          | 1963        |
| 1963 | Nyári bolondságok                                        | Foschina apja                                               | N/A                   | 1965        |
| 1963 | Szörnyetegek (1. magyar szinkron)                        | Bíró                                                        | Carlo Bagno           | 1964        |
| 1963 | Szörnyetegek (1. magyar szinkron)                        | Felszólaló képviselő                                        | N/A                   | 1964        |
| 1963 | Tom Jones (2. magyar szinkron)                           | Squire Western                                              | Hugh Griffith         | 1976        |
| 1963 | Transzport a paradicsomból                               | N/A                                                         | N/A                   | 1963        |
| 1964 | A királyért és a hazáért                                 | Webb hadnagy                                                | Barry Foster          | 1965        |
| 1964 | A tábornok kutyája                                       | Czymek                                                      | Willy Semmelrogge     | 1973        |
| 1964 | Az ég kulcsa                                             | Orvos                                                       | N/A                   | 1965        |
| 1964 | Bolondos história (1. magyar szinkron)                   | Mátyás                                                      | Miroslav Holub        | 1965        |
| 1964 | Folytassa, Kleo! (2. magyar szinkron)                    | Marcus Antonius                                             | Sid James             | 1986        |
| 1964 | Húsz év után                                             | Pedro                                                       | Paolo Stoppa          | 1983        |
| 1964 | Idegen vér (1. magyar szinkron)                          | Gavrila apó                                                 | Ivan Lapikov          | 1965        |
| 1965 | A fáraó                                                  | Dagon                                                       | Edward Rączkowski     | 1966        |
| 1965 | A szárnyas Fifi (2. magyar szinkron)                     | N/A                                                         | N/A                   | 1979        |
| 1965 | Bolondok hajója (1. magyar szinkron)                     | Rieber                                                      | José Ferrer           | 1969        |
| 1965 | Folytassa, cowboy! (1. magyar szinkron)                  | Johnny Finger, a Rumpo kölyök                               | Sid James             | 1966        |
| 1965 | Jennifer…?                                               | N/A                                                         | N/A                   | 1968        |
| 1965 | Szerelmi körhinta                                        | N/A                                                         | N/A                   | 1968        |
| 1966 | Hárman egy díványon                                      | A részeg                                                    | Buddy Lester          | 1981        |
| 1966 | Hogyan kell egymilliót lopni? (első-két magyar szinkron) | Bonnet, Nicole apja                                         | Hugh Griffith         | 1976        |
| 1966 | Hogyan kell egymilliót lopni? (első-két magyar szinkron) | Bonnet, Nicole apja                                         | Hugh Griffith         | 1982        |
| 1966 | Modesty Blaise                                           | N/A                                                         | N/A                   | 1978        |
| 1966 | Mona Lisa tolvaja                                        | Gaston, holdkóros milliárdos                                | Jess Hahn             | 1966        |
| 1966 | Rita, a szúnyog                                          | Camelo                                                      | Gino Bramieri         | 1969        |
| 1966 | Vihar délen (első-két magyar szinkron)                   | Purcell bíró                                                | Burgess Meredith      | 1970        |
| 1966 | Vihar délen (első-két magyar szinkron)                   | Purcell bíró                                                | Burgess Meredith      | 1979        |
| 1967 | A király és hitvese                                      | VIII. Henrik király                                         | Jan Werich            | 1968        |
| 1967 | A négyes labor őrültje                                   | Ballanchon apja                                             | Pierre Brasseur       | 1982        |
| 1967 | A Szent Péter-hadművelet (1. magyar szinkron)            | Joe Ventura                                                 | Edward G. Robinson    | 1970        |
| 1967 | Mezítláb a parkban (1. magyar szinkron)                  | Victor Velasco                                              | Charles Boyer         | 1969        |
| 1967 | Nők iskolája                                             | Chrysalde                                                   | Peter Gerhard         | 1969        |
| 1967 | Perrichon úr utazása                                     | Perrichon úr                                                | Willy Reichert        | 1969        |
| 1968 | A bosszúállók újabb kalandjai                            | Valerka, a gimnazista                                       | Mihail Metyolkin      | 1970        |
| 1968 | A hekus és azok a hölgyek                                | Bérurier főfelügyelő                                        | Jean Richard          | 1969        |
| 1968 | A Karamazov testvérek (1. magyar szinkron)               | Fjodor Pavlovics Karamazov                                  | Mark Prudkin          | 1969        |
| 1968 | Lopott csókok (1. magyar szinkron)                       | Monsieur Henri                                              | Harry-Max             | 1976        |
| 1968 | Nyugodt vakáció                                          | Fernando                                                    | Fernandel             | 1974        |
| 1968 | Oliver                                                   | Az elöljáró                                                 | Hugh Griffith         | 1980        |
| 1968 | Virinea                                                  | Nyomozó                                                     | Alekszej Gribov       | 1970        |
| 1969 | A lázadó nő                                              | Sr. Candelas                                                | Antonio Martelo       | 1974        |
| 1969 | Bonivur szíve                                            | Csizsov                                                     | Borisz Csirkov        | 1971        |
| 1969 | Ha kedd van, akkor ez Belgium (1. magyar szinkron)       | Harve Blakely                                               | Norman Fell           | 1970        |
| 1969 | Marie szeszélyei                                         | Ragot kapitány                                              | Fernand Gravey        | 1971        |
| 1969 | Mozigyilkos                                              | Angus MacGregor                                             | Arthur Kennedy        | 1981        |
| 1969 | Satyricon                                                | Trimalcione                                                 | Mario Romagnoli       | 1979        |
| 1970 | A 22-es csapdája (1. magyar szinkron)                    | Daneeka doki                                                | Jack Gilford          | 1972        |
| 1970 | A gátlástalanság lovagja                                 | Ferret                                                      | Arthur Lowe           | 1973        |
| 1970 | A kutya, amely látta Istent!                             | Lucioni                                                     | Paul Frankeur         | 1972        |
| 1970 | Cromwell (első-két magyar szinkron)                      | Lord Strafford                                              | Patrick Wymark        | 1971        |
| 1970 | Cromwell (első-két magyar szinkron)                      | Lord Strafford                                              | Patrick Wymark        | 1981        |
| 1970 | Leon és az Atlanti-fal (1. magyar szinkron)              | Léon Duchemin                                               | Bourvil               | 1971        |
| 1970 | Mouret abbé vétke                                        | Dr. Pascal                                                  | Tino Carraro          | 1972        |
| 1970 | Nulla délkör                                             | ?                                                           | ?                     | 1971        |
| 1970 | Sherlock Holmes magánélete (1. magyar szinkron)          | Nikolai Rogozhin                                            | Clive Revill          | 1972        |
| 1971 | Mária, a skótok királynője (1. magyar szinkron)          | Sir William Cecil                                           | Trevor Howard         | 1973        |
| 1971 | Türelmetlen szív                                         | N/A                                                         | N/A                   | 1977        |
| 1972 | A felső tízezer                                          | Daniel Tucker                                               | Arthur Lowe           | 1976        |
| 1972 | A stadion őrültjei (1. magyar szinkron)                  | Jules                                                       | Paul Préboist         | 1976        |
| 1972 | Alfredo, Alfredo (1. magyar szinkron)                    | Maria Rosa apja                                             | Saro Urzì             | 1974        |
| 1972 | Bízzanak bennem!                                         | Larique                                                     | Fred Pasquali         | 1975        |
| 1972 | Magas szőke férfi felemás cipőben                        | Tökfej, a lehallgató                                        | Robert Dalban         | 1974        |
| 1972 | Ostromállapot                                            | Tupamaro a buszon                                           | N/A                   | 1974        |
| 1973 | Hazatérés                                                | Max                                                         | Paul Rogers           | 1984        |
| 1973 | Huckleberry Finn és a csirkefogók                        | Király                                                      | Jevgenyij Leonov      | 1975        |
| 1973 | Ketten egy lányért                                       | Az igazgató                                                 | Colea Rautu           | 1974        |
| 1973 | Szép, gazdag nő kis testi hibával férjet keres           | N/A                                                         | N/A                   | 1983        |
| 1973 | Városok és évek                                          | N/A                                                         | N/A                   | 1978        |
| 1974 | A Grossfelder család                                     | Grossfelder úr                                              | Julien Guiomar        | 1978        |
| 1974 | A keresztapa II. (1. magyar szinkron)                    | Frankie Pentangeli                                          | Michael V. Gazzo      | 1983        |
| 1974 | A magas szőke férfi visszatér                            | Miniszter                                                   | Jean Bouise           | 1977        |
| 1974 | A mosoly országa                                         | Lichtenfels gróf                                            | Fred Liewehr          | 1978        |
| 1974 | A rendőrnő (1. magyar szinkron)                          | Giuseppe Brembani szenátor                                  | Armando Brancia       | 1976        |
| 1974 | Airport ’75 (1. magyar szinkron)                         | Bill                                                        | Norman Fell           | 1986        |
| 1974 | Antonius és Kleopátra                                    | N/A                                                         | N/A                   | 1977        |
| 1974 | Gyilkosság az Orient expresszen                          | Hercule Poirot                                              | Albert Finney         | 1977        |
| 1974 | Kaspar Hauser                                            | N/A                                                         | N/A                   | 1986        |
| 1974 | Szenzáció! (1. magyar szinkron)                          | Dr. Max J. Eggelhofer                                       | Martin Gabel          | 1980        |
| 1974 | Ulzana                                                   | Nana                                                        | Colea Rautu           | 1974        |
| 1975 | A Rosenberg-házaspár                                     | Ügyész                                                      | François Darbon       | 1976        |
| 1975 | A sáska napja (1. magyar szinkron)                       | ?                                                           | ?                     | 1980        |
| 1975 | Az ígéret földje (1. magyar szinkron)                    | Grünspan                                                    | Stanisław Igar        | 1976        |
| 1975 | Napsugár fiúk (1. magyar szinkron)                       | Willy Clarck                                                | Walther Matthau       | 1977        |
| 1975 | Szamár és rózsa                                          | Raffia                                                      | René Lefèvre          | 1981        |
| 1976 | A halott férfi esete                                     | N/A                                                         | N/A                   | 1976        |
| 1976 | A kétbalkezes és az örömlány (1. magyar szinkron)        | Billy                                                       | Strother Martin       | 1979        |
| 1976 | A tojásrántotta                                          | N/A                                                         | N/A                   | 1977        |
| 1976 | Fekete fülű fehér Bim                                    | Gondnok                                                     | Ivan Rizsov           | 1979        |
| 1976 | Jónás, aki 2000-ben lesz 25 éves                         | N/A                                                         | N/A                   | 1983        |
| 1976 | Pons bácsi                                               | Schmucke                                                    | François Vibert       | 1979        |
| 1976 | Todo modo                                                | Caudo szenátor                                              | Luigi Zerbinati       | 1978        |
| 1977 | A híd túl messze van (1. magyar szinkron)                | Stanislaw Sosabowski tábornok                               | Gene Hackman          | 1986        |
| 1978 | …és megint dühbe jövünk                                  | Mike Firpo / Papi                                           | Jerry Lester          | 1986        |
| 1978 | A cukor                                                  | Adrien Courtois                                             | Jean Carmet           | 1980        |
| 1978 | A pisztrángok                                            | Nagyapi                                                     | N/A                   | 1980        |
| 1978 | Halál a Níluson (1. magyar szinkron)                     | Hercule Poirot                                              | Peter Ustinov         | 1984        |
| 1978 | Olajralépés                                              | Marcel Duroc                                                | Raymond Bussières     | 1981        |
| 1978 | Óvakodj a törpétől (első-két magyar szinkron)            | Mr. Hennessey, a háziúr                                     | Burgess Meredith      | 1981        |
| 1978 | Óvakodj a törpétől (első-két magyar szinkron)            | Mr. Hennessey, a háziúr                                     | Burgess Meredith      | 1987        |
| 1979 | Londoni randevú                                          | Charters                                                    | Arthur Lowe           | 1986        |
| 1979 | Utolsó ölelés                                            | Sam Urdell                                                  | Sam Levene            | 1988        |
| 1980 | Figyelmeztetés                                           | Martorana rendőrfőnök                                       | Martin Balsam         | 1986        |
| 1980 | Popeye                                                   | Papi                                                        | Ray Walston           | 1985        |
| 1981 | A barátság veszélyei                                     | N/A                                                         | N/A                   | 1986        |
| 1981 | A szenzáció áldozata                                     | Sandoz Malderone                                            | Luther Adler          | 1989        |
| 1982 | Finom kis korlátolt felelősségű társaság                 | Kolbe                                                       | Heinz Schubert        | 1985        |
| 1982 | Krimileckék – 2. rész                                    | Ezredes                                                     | Paul Dahlke           | 1984        |
| 1983 | A jégmadár (1. magyar szinkron)                          | Hawkins                                                     | Cyril Cusack          | 1984        |
| 1983 | A meztelen igazság                                       | Detektív                                                    | Ivor Roberts          | 1985        |
| 1983 | Aranykor                                                 | N/A                                                         | N/A                   | 1983        |
| 1983 | Hihetetlen barátok                                       | Philip Lester                                               | Peter Ustinov         | 1985        |
| 1984 | Amadeus (1. magyar szinkron)                             | Bonno udvari karmester                                      | Patrick Hines         | 1990        |
| 1985 | Selyemgubó                                               | Benjamin „Ben” Luckett                                      | Wilford Brimley       | 1990        |
| 1986 | Reméljük lány lesz!                                      | Gugo bácsi                                                  | Bernard Blier         | 1988        |
| 1988 | Gyilkosság az Édenben                                    | N/A                                                         | N/A                   | 1991        |
| 1988 | Huhogók!                                                 | Káplán                                                      | Jean Parédès          | 1990        |
| 1989 | Egyik kopó, másik eb                                     | Amos Reed                                                   | John McIntire         | 1990        |
| 1989 | Miss Marple történetei 10.: Rejtély az Antillákon        | Palgrave őrnagy                                             | Frank Middlemass      | 1990        |
| 1989 | Nicsak, ki beszél!                                       | Vincent nagypapa                                            | Abe Vigoda            | 1990        |

### Sorozatok
| Év   | Cím                                                      | Szereplő                     | Színész               | Szinkron év |
| ---- | -------------------------------------------------------- | ---------------------------- | --------------------- | ----------- |
| 1963 | Maigret felügyelő IV.                                    | Clark                        | Peter Dyneley         | 1970        |
| 1968 | Colt és muzsika                                          | Cornelius Fullmer bíró       | Tino Scotti           | 1971        |
| 1969 | Tau bácsi I.                                             | Cirkuszgazgató               | Josef Hlinomaz        | 1980        |
| 1973 | Vivát, Benyovszky!                                       | Lentulay                     | Viliam Záborský       | 1975        |
| 1975 | Petrocelli II. (1. magyar szinkron)                      | Arnold MacIver               | Thayer David          | 1983        |
| 1977 | Nők a pult mögött                                        | Matejicek, burkoló kisiparos | Bohus Záhorský        | 1985        |
| 1980 | Derrick VII. (1. magyar szinkron)                        | Robert Renz                  | Siegfried Wischnewski | 1982        |
| 1982 | A fekete álarc 1-8.                                      | N/A                          | N/A                   | 1985        |
| 1984 | Sherlock Holmes kalandjai 1-4, 6-7. (1. magyar szinkron) | Henry Baker                  | Frank Middlemass      | 1986        |

### Rajzfilmek
| Év   | Cím                                            | Szereplő       | Szinkronhang    | Szinkron év |
| ---- | ---------------------------------------------- | -------------- | --------------- | ----------- |
| 1937 | Hófehérke és a hét törpe (1. magyar szinkron)  | Tudor          | Roy Atwell      | 1962        |
| 1939 | Gulliver utazásai (1. magyar szinkron)         | Bombó király   | Ted Pierce      | 1963        |
| 1940 | Pinokkió (1. magyar szinkron)                  | Tücsök Tihamér | Cliff Edwards   | 1962        |
| 1949 | Hamupipőke                                     | Jackie egér    | Jimmy MacDonald | 1958        |
| 1958 | Csipkerózsika (1. magyar szinkron)             | Hubert király  | Bill Thompson   | 1961        |
| 1961 | Hagymácska                                     | Paradicsom úr  | Grigorij Spigel | 1966        |
| 1966 | Frédi, a csempész-rendész (1. magyar szinkron) | Kovakövi Frédi | Alan Reed       | 1978        |
| 1966 | Frédi, a csempész-rendész (1. magyar szinkron) | Sóderi Simon   | Paul Frees      | 1978        |
| 1967 | A dzsungel könyve                              | Balu           | Phil Harris     | 1979        |
| 1973 | A mesék birodalmában                           | Kapitány       | N/A             | 1977        |
| 1974 | Visszatérés Óz földjére                        | Jelzőkaró      | Jack E. Leonard | 1976        |
| 1980 | Maci Laci első karácsonya (1. magyar szinkron) | Foxi Maxi      | Dawn Butler     | 1989        |
| 1982 | Maci Laci ajándéka (1. magyar szinkron)        | Foxi Maxi      | Dawn Butler     | 1990        |
| 1982 | Maci Laci ajándéka (1. magyar szinkron)        | Kovakövi Frédi | Henry Corden    | 1990        |

### Rajzfilmsorozatok
| Év        | Cím                                                     | Szereplő               | Szinkronhang      | Szinkron év |
| --------- | ------------------------------------------------------- | ---------------------- | ----------------- | ----------- |
| 1958-1960 | Foxi Maxi (1. magyar szinkron)                          | Foxi Maxi (12 részben) | Dawn Butler       | 1963        |
| 1960-1964 | Frédi és Béni I-V. (1. magyar szinkron)                 | Kovakövi Frédi         | Alan Reed         | 1967-1980   |
| 1962      | A Jetson család I. (1. magyar szinkron)                 | Frédi a mini TV-n      | Alan Reed         | 1990        |
| 1985      | Az elsüllyedt világok I.                                | Agyalap                | Jacques Deschamps | 1988        |
| 1985-1986 | Maci Laci kincset keres I-II/1-13.                      | Foxi Maxi              | Dawn Butler       | 1991        |
| 1987      | Eduárd és barátai                                       | Rozmár Rezső           | N/A               | 1990        |
| 1989      | Chip és Dale – A Csipet Csapat II. (1. magyar szinkron) | Plató                  | Alan Oppenheimer  | 1991        |

## Magyar Rádió
- Kemény Egon – Ignácz Rózsa – Soós László – Ambrózy Ágoston: „Hatvani diákjai” (1955) Rádiódaljáték 2 részben. Szereplők: Hatvani professzor – Bessenyei Ferenc, Kerekes Máté – Simándy József, női főszerepben: Petress Zsuzsa, további szereplők: Mezey Mária, Tompa Sándor, Sinkovits Imre, Zenthe Ferenc, Bende Zsolt, Horváth Tivadar, Kovács Károly, Hadics László, Gózon Gyula, Reszegi pedellus – Csákányi László, Dénes György és mások. Zenei rendező: Ruitner Sándor. Rendező: Molnár Mihály és Szécsi Ferenc. A Magyar Rádió (64 tagú) Szimfonikus Zenekarát Lehel György vezényelte, közreműködött a Földényi-kórus 40 tagú férfikara. 2019 – Kemény Egon kétszeres Erkel Ferenc-díjas zeneszerző halálának 50. évfordulója esztendejében CD-újdonságként jelentek meg a Hatvani diákjai és a Komáromi farsang című daljátékai eredeti rádió-hangfelvételeinek (1955, 1957) digitalizált (2019) dupla-albumai. kemenyegon.hu

## Hangjátékok
- A császár új ruhája – Főhoppmester
- Ifju gárda (1950)
- Fejér Gábor: A nép nevében (1951)
- Kolozsvári András: A lipcsei per (1951)
- Szász Péter: Zúg a folyó (1951)
- László Endre: Mac Kinley küldetése (1952)
- Vajda István: Vak vágányon (1952)
- Móricz Zsigmond: Légy jó mindhalálig (1953)
- Kristóf Károly: Szép juhászné (1954)
- Vészi Endre: A küldetés (1954)
- Anatole France: Crainquebille (1955)
- Tamási Áron: Tűzálló Pál (1955)
- Király Dezső: Sok hűhó valamiért (1956)
- Tolnai Lajos: Jubilánsok (1956)
- E. Kovács Kálmán: Kocsonya Mihály házassága (1957)
- Ernest Hemingway: Akiért a harang szól (1957)
- Sommerset Maugham: A hódítás iskolája (1957)
- Egri Viktor: Örök láng (1958)
- Heltai Jenő: Jaguár (1958)
- Kun Imre: És elmentek hozzá az emberek... (1958)
- Móra Ferenc: Húsvéti tojások (1958)
- Teknős Péter-Munkácsi Magdolna: Kempelen Farkas (1958)
- Frances Hodgson Burnett: A titkos kert (1959)
- Andersen, Hans Christian: Hókirálynő (1960)
- Cervantes: Don Quijote (1960)
- Királyhegyi Pál: A ház közbeszól (1960)
- Passuth László: Esztergomi orfeusz (1960)
- Szárazon és vízen (1960)
- A gólyakalifa (1961)
- Mikszáth Kálmán: Kozsibrovszky üzletet köt (1961)
- Bojki János: Az ékesen szóló paraszt története (1962)
- Majoros István: Baleset, avagy az igazság lovagja (1962)
- Mándy Iván, László Endre: Robin Hood kalandjai (1962)
- Molnár Ferenc: Liliom (1962)
- Rozov, Viktor: A-B-C-D... (1962)
- Shaw, Irwin: Hazafiak (1962)
- Verge, Jules: A Begum 500 milliója (1962)
- Anton, Eduardo: Lány az erkélyen (1963)
- Bárány Tamás: A fiam nem a lányom (1964)
- Esti torma (1964)
- Egner, Thorbjorn: Három rabló (1964)
- Karinthy Ferenc: Hátország (1964)
- Mirodan, Alain: Lélekfelelős (1964)
- Móricz Zsigmond: Aranyos öregek (1964)
- Nádasi László: A kebillai borbély (1964)
- Rodari-Sardarelli: A vágy füve (1964)
- Török Sándor: Április (1964)
- Arisztophanész: Az akharnaibeliek (1965)
- Bardijevszkij, Henrik: Lépcsők (1965)
- Brecht, Bertold: A vágóhidak Szent Johannája (1965)
- Grozdana Olujić: A szerelemre szavazok (1965)
- Művészpályám - Bikádi György visszaemlékezése (1965)
- Rolf Schneider: A harmadik keresztesháború (1965)
- Sipos Tamás: A döntő gól (1965)
- Alexandre Dumas: Monte Christo grófja (1966)
- Bizisten nem kötekedem (1966)
- Branislav Nusics: A gyanús személy (1966)
- Fésüs Éva: Nyúl a cilinderben (1966)
- Jan Solovic: Öt perc múlva éjfél (1966)
- Révész Tibor: Séta a házasság körül (1966)
- Sok a szöveg (1966)
- Fejér István: A rejtélyes melódia (1967)
- Kerényi Mária-Vadász Gyula: Timmy Tom (1967)
- Plautus: A hetvenkedő katona (1967)
- Somerset Maugham: Téli utazás (1967)
- Bozó László: Gyilkosság a sztriptízbárban (1968)
- Giles Cooper: A sültgalamb (1968)
- Gyárfás Miklós: Tanuljunk könnyen és gyorsan drámát írni! (1968)
- Kaposy Miklós-Mike Klári: A sanzon Magyarországon (1968)
- Karikás Frigyes: Mindenféle emberek (1968)
- Rejtő Jenő: Barbara tejbár (1968)
- Csokonai Vitéz Mihály: Karnyóné, vagyis a vénasszony szerelme (1969)
- Hegedűs Géza: Az özvegy és a katona (1969)
- Kürti András: A Mittalon-ügy (1969)
- Novobáczky Sándor: Segítség! Választok! (1969)
- Sullivan: A mikádó (1969)
- Branislav Nusics: A gyanús személy (1970)
- Gésák (1970)
- Hét tanú (1970)
- Pódium '70 – New York (1970)
- Sós György: A harmadik futó (1970)
- Vadnay László: Cupido (1970)
- Vihar Béla: Az utas (1970)
- Zola, Emile: Germinal (1970)
- Eduant és Francimor csodálatos kalandjai (1971)
- Karinthy Frigyes: Megnyomok egy gombot (1973)
- Molière: Úrhatnám polgár (1973)
- Semsei Jenő-Hajnal István: A becsületes megtaláló (1973)
- Csiky Gergely: Az udvari kalap (1975)
- Hegedűs Géza: Istennők szerelme, avagy a kivétel is törvény (1975)
- Lázár Ervin: Gyere haza Mikkamakka! (1975)
- Minden egér szereti a sajtot (1975-rádióváltozat) – Márton papa
- Vihar Béla: A kék tündér hídja (1975)
- Charles Dickens: A kis Dorrit (1976)
- Erich Kästner: Emil és a detektívek (1976)
- Plautus: A ládika (1976)
- Romantika pedig nincs (1976)
- Friedrich Dürrenmatt: Az ígéret (1977)
- Grochowiak, Stanislaw: A mélységből kiáltok (1977)
- Győrffy István: Vasháló (1977)
- Lengyel Balázs: A szebeni fiúk (1977)
- A magyar humor és szatíra története: Elvújítók - nyelvújítók (1977)
- Tavaszodik (1977)
- Szíriusz kapitány-sorozat (1977–1989)
- Az ügyefogyott ügyvéd (1978)
- Hubay Miklós: Egy szerelem három éjszakája (1978)
- Victor Hugo: Nyomorultak (1978)
- A.A. Milne: Micimackó felfedezi az Északi-sarkot (1979)
- Moldova György: Mese az írógépről és a hegedűről (1979)
- Móra Ferenc: Aranykoporsó (1979)
- Ne hagyd magad, télapó! (1979) – Télapó
- Ókori kalandozások-Egyiptom (1979)
- Voltaire: A vadember (1979)
- Capek: Az ellopott 139/VII. c. üo. sz. irat (1980)
- Karinthy Frigyes: Gépek dzsungelje (1980)
- Moldova György: Lopni tudni kell (1980)
- Vuk (1980-rádióváltozat) – Karak
- Bohumil Hrabal: Sörgyári capriccio (1981)
- Josef és Carel Capek: Rovarok (1981)
- Feleki László: Világtörténeti panasziroda (1981)
- Markéta Zinnerová: Házicérna (1981)
- William Makepeace Thackeray: A rózsa és a gyűrű (1981)
- Thoger Birkeland: Szekrénygyerekek (1981)
- Török Gyula: A zöldköves gyűrű (1981)
- Gordan Mihic: Kis árva agrak (1982)
- Karc: 1982. nyári kiadás (1982)
- Tamási Áron: Rendes feltámadás (1982)
- Galsai Pongrác: Irodalmi fogadónap (1983)
- Molnár Ferenc: Riviéra (1983)
- Muszty Bea-Dobay András: A kék csodatorta (1983)
- Sziriusz és Corinta (1983)
- Takáts Gyula: Színház az Ezüst Kancsóban (1983)
- Fazekas Mihály-Schwajda György: Lúdas Matyi (1984) – Gyógykovács
- Hogyhogy? – Moldova György szimbóleumai (1984)
- Kamarás István: Bulányvölgyi állomások (1984)
- Kvantum Fantum csapdája[24](1984) – Mimikron Apó
- Rejtő Jenő és Vágó Péter: P. Howard visszatér és Piszkos Fred vele tart (1984)
- Sós György: A harmadik futó (1984)
- Wallace, Edgar: Fecsegő felügyelő esetei (1984)
- Aszlányi Károly: Az Északi Park felfedezése (1985)
- Bárdos Pál: A Kancsal és a démonok (1985)
- Nemes Barry Lindon úr emlékiratai (1985)
- Berkes Péter: Fűre lépni veszélyes (1986)
- Csipkerózsika (1986) – Béka
- Marin Sorescu: A templomszolga (1986)
- Moldova György: Vigyázat, harapok! (1986)
- Pinokkió (1986) – Gepetto
- Humorimpex - Az ember és a bőrönd (1987)
- Én, Tarzan, Superman és a többiek (1987) – Obelix
- Jókai Mór: Egy hírhedett kalandor a XVII. századból (1987)
- Visszhanghercegnő (1987) – Tonino őrmester
- Csetényi Anikó: Az eltérített télapó (1988) – Télapó
- Bakos Ferenc: Harmat hull a peóniába (1988)
- Collier, John: A múzeum titka (1988)
- Krúdy Gyula: A kártya (1988)
- Márton László: Az istennő fia (1988)
- Vaclav Havel: Audiencia (1988)
- Békés Pál: Pincejáték (1989)
- Lovass Gábor: Szia, Tesó! (1989)
- Nagy Lajos: A fiatalúr megnősül (1989)
- Mándy Iván: Idegen pályaudvar (1990)
- William Butler Yeats: Írás az ablaküvegen (1990)
- Gyárfás Endre: Varázsgombóc (1991)
- Kárpáti Péter: Egy röpke szóban (1991)
- Szentkuthy Miklós: A rézmetszet életre kel (1991)
- Jerzy Andrejewski: Senkise (1992)
- A Mikulás csizmája (1992) – Télapó
- Rádiószínház – Tar Sándor írásaiból (1992)
- Zsolt Béla: Oktogon (1992)

## Díjai, elismerései
- Szocialista Munkáért Érdemérem (1954)[25]
- Jászai Mari-díj (1957)[26]
- Érdemes művész (1979)
- Kiváló művész (1984)

## Emlékezete

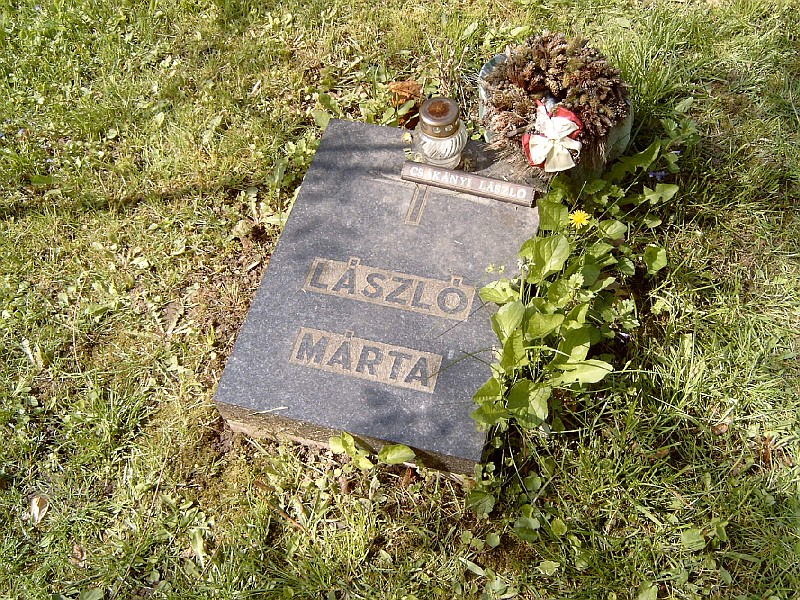
Csákányi László sírja Budapesten. Farkasréti temető: 60/4-2-33.

- Szentgotthárd polgármesterének bejelentése szerint róla nevezik el 2013. december 7-étől a város filmszínházát, fennállásának 100. évfordulója alkalmából.[27]